# سنت-آن-دو-بوپره، کبک
سنت-آن-دو-بوپره (به فرانسوی: Sainte-Anne-de-Beaupré) شهرکی در منطقه شهری لا کوت-دو-بوپره ناحیه کاپیتل-ناسیونال در استان کبک کانادا است. در سرشماری سال ۲۰۱۱ این شهرک ۲٬۷۸۱ نفر جمعیت داشته‌است و مساحت آن ۶۴٫۳۸ کیلومتر مربع است.